# Smokey Hogg
Andrew 'Smokey' Hogg (Westconnie (Texas), 27 januari 1914 – McKinney (Texas), 1 mei 1960) was een Amerikaanse country- en bluesmuzikant (zang, gitaar).

## Biografie
Smokey Hogg was een van de meest populaire Texas country/blueszangers/gitaristen van het naoorlogse tijdperk. Hij groeide op op een boerderij en kreeg gitaarlessen van zijn vader Frank Hogg. Als tiener speelde hij met slidegitarist en zanger B.K. Turner alias Black Ace en de twee toerden en speelden in danszalen rond Kilgore (Texas), Tyler (Texas), Greenville (Texas) en Palestina in het oosten van Texas.
In 1937 kregen Smokey en Black Ace de kans om opnamen te maken in Dallas met Decca Records. Dit is hoe Smokey Hoggs eerste opname (Family Trouble Blues/Kind Hearted Blues) werd uitgebracht onder zijn echte naam Andrew Hogg. Hogg trouwde in de vroege jaren 1940 en woonde in de buurt van Dallas, waar hij al snel bekend werd. In 1947 kreeg hij de aandacht van Herb Ritter, het hoofd van het platenlabel Bluebonnet Records in Dallas, die verschillende nummers met hem opnam en de mastertapes naar het Modern Records-label stuurde. Dit Californische blueslabel werd beroemd met de opname van Big Bill Broonzy's nummer Too Many Drivers. In Los Angeles nam Hogg het nummer Long Tall Mama op (in 1948 op #8 in de r&b jukebox hitlijst) en het andere Broonzy-nummer Little School Girl (1950), dat naar #9 ging in de Amerikaanse r&b-hitlijsten.
De countrybluesstijl van Hogg, sterk beïnvloed door Big Bill Broonzy, Peetie Wheatstraw en Black Ace, was erg populair bij platenkopers in het zuiden van de Verenigde Staten in de jaren 1940 en 1950. Hogg registreerde records tot eind jaren 1950 en stierf in 1960 aan kanker. Met titels als Country Gal, Shake A Leg en I Love You Baby maakte Smokey Hogg naam in jazzkringen.

## Overlijden
Smokey Hogg overleed in mei 1960 op 46-jarige leeftijd aan de gevolgen van kanker.